# Connacht Rugby
Connacht  Rugby(Em Irlandês: Rugbaí  Connachta ) é uma das quatro equipes provincianas profissionais de Rugby union da ilha da Irlanda. Eles competem na Liga Pro 14 de Rugby e na Copa Desafio Europeu. A equipe representa a província Connacht na Irish Rugby Football Union(IRFU) que é uma das quatro principais divisões da IRFU e responsável pelo rugby union na região geográfica de Connacht na Irlanda.
Connacht joga seus jogos de mandante no Galway Sportsgrounds. A província joga majoritariamente verde e azul marinho e o escudo da equipe consiste de uma versão modificada da bandeira da província que é uma divisão entre uma águia e um braço segurando uma espada.
Connacht se tornou profissional junto com as outras províncias irlandesas em 1995 e tem competido na Liga Pro 14 de Rugby (anteriormente chamada de Celtic League e PRO12) desde sua fundação em 2001, tendo competido anteriormente no Campeonato Anual Irlandês Interprovincial. Connacht foi vencedor em uma oportunidade do campeonato PRO14.

## Títulos
- 1 Liga Pro 14 de Rugby - 2015-16